# John Paul Getty Jr.
Sir John Paul Getty, KBE (nato Eugene Paul Getty; Genova, 7 settembre 1932 – Westminster, 17 aprile 2003), è stato un filantropo britannico.

## Biografia
È stato un filantropo e collezionista di libri britannico. Era il terzo dei cinque figli di Jean Paul Getty Sr. (1892–1976), uno degli uomini più ricchi del mondo a quell'epoca, nato dal matrimonio con Ann Rork Light. La ricchezza della famiglia Getty era il risultato del commercio del petrolio fondato da George Franklin Getty. Alla nascita gli fu dato il nome di Eugene Paul Getty, ma più tardi adottò altri nomi, incluso Paul Getty, John Paul Getty, Jean Paul Getty Jr., e John Paul Getty II. 
Dalla prima moglie ebbe quattro figli, tra cui Mark e John Paul Getty III. Questi fu rapito a Roma dalla 'ndrangheta a scopo di estorsione nel 1973. Non riuscendo a pagare l'esoso riscatto, dopo l'amputazione dell'orecchio del figlio da parte dei malavitosi, chiese un aiuto economico al miliardario padre, il petroliere Jean Paul Getty e nonno del rapito, il quale pretese la restituzione del debito con un interesse del 4% dallo stesso figlio. Il figlio fu successivamente rilasciato.
Nel 1964 divorziò dalla moglie e si risposò nel 1966 con l'attrice e modella Talitha Getty, che morì nel 1971 per un’overdose di eroina e barbiturici.
Nel 1986 gli fu conferito il cavalierato onorario per servigi che vanno dal cricket, all'arte e al partito conservatore. Il suo cavalierato onorario sarebbe diventato alla fine sostanziale sulla necessaria acquisizione della cittadinanza britannica. Anglofilo di lunga data, diventò cittadino britannico nel 1997. Nel 1998 cambiò nome tramite un atto unilaterale, quando rinunciò al primo nome Eugene e desiderò essere noto come Sir Paul Getty, KBE.